# Wet publieke gezondheid
De Wet publieke gezondheid is een Nederlandse wet die in 2008 is vastgesteld. Het is de wet die de uitvoering van door de Wereldgezondheidsorganisatie aangenomen Internationale Gezondheidsregeling uit 2005 voorschrijft. Zij vervangt de Infectieziektenwet, de Wet Collectieve Preventie Volksgezondheid en de Quarantainewet. De wet regelt de organisatie van de openbare gezondheidszorg, de bestrijding van infectieziektecrises en de isolatie van personen/vervoermiddelen die internationaal gezondheidsgevaren kunnen opleveren. Ook regelt de wet de jeugd- en ouderengezondheidszorg.

## Uitvoering door de gemeente
De Nederlandse gemeente heeft op basis van deze wet de taak te zorgen voor een stabiele en goed samenwerkende openbare gezondheidszorg. Deze zorg moet goed aansluiten op de gezondheidszorg die artsen bieden en de geneeskundige hulpverlening bij rampen. Ook heeft de gemeente als taak de centrale aansturing van infectieziektebestrijding op lokaal niveau.

### Activiteiten
- de instelling en instandhouding van een gemeentelijke gezondheidsdienst met deskundigen op de terreinen van sociale geneeskunde, epidemiologie, sociale verpleegkunde, gezondheidsbevordering en gedragswetenschappen
- De gemeenteraad stelt vóór 1 juli 2011 en vervolgens elke vier jaar een nota gemeentelijk gezondheidsbeleid vast

### Financiën

#### Kosten
- vierjaarlijkse kosten van het opstellen van gemeentelijk beleid en van analyse
- jaarlijkse kosten van de instandhouding van de gemeentelijke gezondheidsdienst (GGD)
- incidentele kosten van het optreden van de burgemeester bij bestrijding van infectieziekten en quarantaine
- bij verstrekking van niet tot een persoon herleidbare gegevens aan de gemeente door de gezondheidszorg is er een kostenvergoeding

#### Middelen
De gemeenteraad kan een bijdrage heffen voor het verrichten van werkzaamheden in het kader van de publieke gezondheidszorg maar dit mag niet ten koste gaan van het bereikbaarheid van de zorg van deze werkzaamheden. Voor jeugd- en ouderengezondheidszorg mag geen bijdrage worden geheven tenzij het rijk dit mogelijk maakt. De gemeente draagt de kosten van infectieziektebestrijding. Er zijn uitzonderingen bij tuberculose en soms draagt een luchthaven ook bij in de kosten. Aangezien gemeenten de kosten zelf moeten dragen worden ze bekostigd uit inkomsten van lokale belastingen en niet uit de uitkering van het gemeentefonds.
Ter indicatie in 2005 betaalde de overheid en dan m.n. de gemeenten voor elke Nederlander gemiddeld 55,26 euro aan openbare gezondheidszorg. Het grootste deel waren GGD-kosten (bron RIVM/Centraal Bureau voor de Statistiek). In de jaarrekening van iedere gemeente staan de kosten van de openbare gezondheidszorg.

## Uitvoering door de gemeentelijke gezondheidsdienst

### Activiteiten
- het verwerven van inzicht in de gezondheidssituatie van de bevolking,
- het elke vier jaar, voorafgaand aan de nota op landelijk gelijkvormige wijze verzamelen en analyseren van gegevens over deze gezondheidssituatie
- het bewaken van gezondheidsaspecten in bestuurlijke beslissingen
- het bijdragen aan opzet, uitvoering en afstemming van preventieprogramma’s met inbegrip van programma’s voor de gezondheidsbevordering
- het bevorderen van medisch milieukundige zorg
- het bestrijden van infectieziekten
- het bevorderen van technische hygiënezorg
- het bevorderen van psychosociale hulp bij rampen
- het op systematische wijze volgen en signaleren van ontwikkelingen in de gezondheidstoestand van jeugdigen en ouderen en van gezondheidsbevorderende en -bedreigende factoren
- het ramen van de behoeften aan zorg
- de vroegtijdige opsporing en preventie van specifieke stoornissen
- het aanbieden voor jeugdigen van vaccinaties voorkomend uit het Rijksvaccinatieprogramma
- het geven van voorlichting, advies, instructie en begeleiding
- het formuleren van maatregelen ter beïnvloeding van gezondheidsbedreigingen
- voor zover het gaat om vastleggen van patiëntgegevens als bedoeld in artikel 7:454 van het Burgerlijk Wetboek, wordt gebruikgemaakt van digitale gegevensopslag

## Groepen
De wet deelt infectieziekten als volgt in groepen in:
| Groep | Ziekten | Meldingsplicht | Gedwongen Isolatie |
| ----- | --- | --- | --- |
| A     | polio, pokken, SARS, MERS, virale hemorragische koorts, COVID-19 (SARS-CoV-2 of Corona) | Onverwijlde melding aan de GGD na constatering door een arts                                                                        | Na besluit van de burgemeester in overleg met de directeur van de GGD                                                             |
| B1    | humane infectie met aviair influenzavirus, difterie, pest, rabies, tuberculose | Binnen 24 uur na constatering door een arts of bij een gegrond vermoeden als de patiënt onwillig is aan een onderzoek deel te nemen | Bij gevaar voor de volksgezondheid of een onwillige patiënt na besluit van de burgemeester in overleg met de directeur van de GGD |
| B2    | buiktyfus, cholera, hepatitis A, B en C, kinkhoest, mazelen, paratyfus, rubella, shigellose, shiga toxine producerende escherichia (STEC), enterohemorragische escherichia coli infectie (EHEC), invasieve groep A streptokokken infectie, voedselvergiftiging of voedselinfectie als dit wordt vastgesteld bij twee of meer patiënten met een onderlinge relatie wijzend op voedsel als bron. | Binnen 24 uur na constatering door een arts of bij een gegrond vermoeden als de patiënt onwillig is aan een onderzoek deel te nemen | Nee |
| C     | antrax, bof, botulisme, brucellose, gele koorts, hantavirusinfectie, haemophilus influenzaeinfectie, pneumokokkenziekte, veteranenziekte, leptospirose, listeriose, malaria, meningokokkenziekte, MRSA-infectie ("ziekenhuisbacterie"), papegaaienziekte, Q-koorts, tetanus, trichinose, tularemie, westnijlvirusinfectie, creutzfeldt-jakob, zikavirusinfectie.                               | Binnen 24 uur na constatering door een arts of bij een gegrond vermoeden als de patiënt onwillig is aan een onderzoek deel te nemen | Nee |

De minister van Volksgezondheid kan onder omstandigheden die daartoe aanleiding geven ziekten uit Groep B naar Groep A overbrengen en ziekten uit groep C naar groep B. Verder kan hij deze lijst uitbreiden als dat nodig is.
De Regeling 2019-nCoV bepaalt dat "novel coronavirus (2019-nCoV)" (de ziekte COVID-19 veroorzaakt door het virus SARS-CoV-2) wordt aangemerkt als behorende tot groep A van de wet, op basis van de wetsbepaling dat de regering dit zelf mag doen indien het belang van de volksgezondheid dat vordert. De Wijziging van de Wet publieke gezondheid tot incorporatie van de Regeling 2019-nCoV heeft de ziekte in de wet toegevoegd bij groep A (in de bovenstaande tabel al gedaan). Zie ook Maatregelen tijdens de coronacrisis in Nederland.
Aangenomen is de Eerste tranche wijziging Wet publieke gezondheid, voor een versterkte pandemische paraatheid.